# Freeland (Oxfordshire)
Freeland is een civil parish in het bestuurlijke gebied West Oxfordshire, in het Engelse graafschap Oxfordshire met 1506 inwoners.

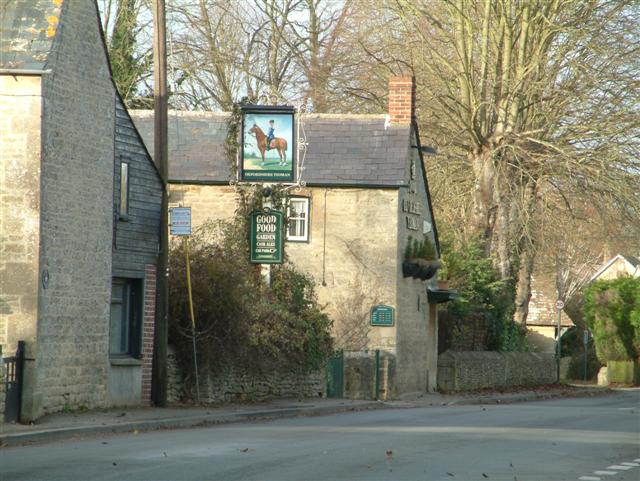
Yeoman public house